# Сельц (кантон)
Сельц (фр. Canton de Seltz) — упразднённый кантон на северо-востоке Франции, в регионе Эльзас, департамент Нижний Рейн, округ Висамбур.

## Географическое положение
Площадь кантона Сельц составляла 106,49 км², количество коммун в составе кантона — 14, численность населения 13 110 человек (по данным INSEE, 2012), при средней плотности 123 жителя на квадратный километр (км²). В 1999 году численность населения составляла 12 055 человек, при средней плотности 113 жителей на квадратный километр (км²).
На севере кантон граничит с кантоном Лотербур, на северо-западе с кантоном Висамбур, на западе с кантоном Сульц-су-Форе, на юге с округом Агно, на востоке, со стороны Германии, на другом берегу реки Рейн расположен город Раштатт.

## История
Кантон был основан 4 марта 1790 года в ходе учреждения департаментов как часть бывшего «района Виссамбур».
Коммуна Сельц с официальной даты создания кантонов (1793 год) входила в состав кантона Лотербур. С созданием округов 17 февраля 1800 года, создан кантон Сельц-Бенайм, который с 1801 года переподчинён в качестве составной части округа Висамбур.
В составе Германской империи с 1871 по 1919 год существовал имперский район Вайссенбург (Kreis Weißenburg) в пределах имперской провинции Эльзас-Лотарингии без разбиений на города и общины.
С 28 июня 1919 года кантон Сельц снова стал частью округа Висамбур.
С 1940 по 1945 год территория была оккупирована гитлеровской Германией.
До административной реформы 2015 года в состав кантона входило 14 коммун. По закону от 17 мая 2013 и декрету от 18 февраля 2014 года количество кантонов в департаменте Нижний Рейн уменьшилось с 44 до 23. Новое территориальное деление департаментов на кантоны вступило в силу во время выборов 2015 года. После реформы кантон был упразднён.

## Консулы кантона
| Период    | Консул               | Должность                         |
| --------- | -------------------- | --------------------------------- |
| 1945—1951 | Marcel Bisch         |                                   |
| 1951—1970 | Albert Schmitt       |                                   |
| 1970—1979 | Abbé Martin Hoffarth |                                   |
| 1979—2001 | Marcel Schmitt       | Мэр коммуны Сельц 1971—1977)      |
| 2001—2015 | Richard Stoltz       | Мэр коммуны Мюншаузен с 1995 года |

## Состав кантона
До марта 2015 года кантон включал в себя 14 коммун:
| Код INSEE | Коммуна         | Французское название   | Почтовый индекс | Площадь, км² | Население (2013) | Плотность, чел/км² |
| --------- | --------------- | ---------------------- | --------------- | ------------ | ---------------- | ------------------ |
| 67025     | Бенайм          | Beinheim               | 67930           | 15,23        | 1871             | 122,9              |
| 67069     | Бюль            | Buhl                   | 67470           | 4,4          | 521              | 118,4              |
| 67079     | Крётвиллер      | Croettwiller           | 67470           | 2,55         | 173              | 67,8               |
| 67113     | Эбербак-Сельц   | Eberbach-Seltz         | 67470           | 4,14         | 446              | 107,7              |
| 67235     | Кесельдорф      | Kesseldorf             | 67930           | 7,26         | 422              | 58,1               |
| 67305     | Мотерн          | Mothern                | 67470           | 10,3         | 2012             | 195,3              |
| 67308     | Мюншаузен       | Munchhausen            | 67470           | 5,92         | 702              | 118,6              |
| 67330     | Нидеррёдерн     | Niederroedern          | 67470           | 6,88         | 928              | 134,9              |
| 67346     | Оберлотербак    | Oberlauterbach         | 67160           | 5,32         | 535              | 100,6              |
| 67440     | Шафуз-пре-Сельц | Schaffhouse-près-Seltz | 67470           | 4,49         | 569              | 126,7              |
| 67463     | Сельц           | Seltz                  | 67470           | 21,0         | 3311             | 157,7              |
| 67466     | Сижен           | Siegen                 | 67160           | 8,1          | 509              | 62,8               |
| 67494     | Трембак         | Trimbach               | 67470           | 3,94         | 549              | 139,3              |
| 67541     | Винтсенбак      | Wintzenbach            | 67470           | 6,96         | 572              | 82,2               |

В результате административной реформы в марте 2015 года кантон был упразднён. Коммуны переданы в состав кантона Висамбур.